# Club Deportivo Juventud del Círculo
El Club Deportivo Juventud del Círculo fue un equipo profesional de baloncesto de Burgos, Castilla y León que compite en el Polideportivo del Círculo, en 1º División Nacional Masculina. 

## Historia
Los inicios del Club Deportivo Juventud comenzó en el mes de marzo de 1924 participando en torneos locales amistosos. Posteriormente en el año 1928 afronta su Federación al reorganizarse la Juventud Social Obrera y consigue alcanzar un número de 300 socios de número y otros 60 socios protectores. El C.D. Juventud del Círculo compitió en categorías inferiores hasta que en 1999 asciende a 1º División Nacional Masculina, en años posteriores siguió compitiendo en esta categoría exceptuando en la temporada 2009-2010 en la cual ascendió la liga EBA. Actualmente vuelve a jugar en la 1º División Nacional Masculina tras la disgregación de dirigentes y jugadores en otro club, el Basket Burgos 2002.
Los objetivos del club son conseguir una amplia formación integral a sus jugadores, hacer que se estimulen en la práctica del deporte amateur, formar una amplia plantilla que intervenga a nivel local y regional y fomentar la práctica del deporte en la juventud de Burgos.
En reconocimiento a su labor desarrollada el Excmo. Ayuntamiento de la ciudad le ha concedido la distinción de Buen Vecino de Burgos.
Además de baloncesto, el club posee también un equipo de fútbol sala y otro de ajedrez...

## Trayectoria
- Temporada 94/95: Campeonato Autonómico Masculino
- Temporada 95/96: Campeonato Autonómico Masculino
- Temporada 96/97: Campeonato Autonómico Masculino
- Temporada 97/98: Campeonato Autonómico Masculino
- Temporada 98/99: Campeonato Autonómico Masculino - ascenso
- Temporada 99/00: 1º División Nacional Masculina
- Temporada 00/01: 1º División Nacional Masculina
- Temporada 01/02: 1º División Nacional Masculina
- Temporada 02/03: 1º División Nacional Masculina
- Temporada 03/04: 1º División Nacional Masculina - 10º
- Temporada 04/05: 1º División Nacional Masculina - 11º
- Temporada 05/06: 1º División Nacional Masculina - 7º
- Temporada 06/07: 1º División Nacional Masculina - 7º
- Temporada 07/08: 1º División Nacional Masculina - 3º
- Temporada 08/09: 1º División Nacional Masculina - 3º y ascenso
- Temporada 09/10: Liga EBA - 21º y descenso
- Temporada 10/11: 1º División Nacional Masculina - 7º
- Temporada 11/12: 1º División Nacional Masculina - 6º

### Palmarés
- 1 Copa EBA de Castilla y León

## Cantera
El club posee una amplia cantera de la cual salen la mayoría del equipo absoluto y senior. Los equipos canteranos del club juegan en la Liga Autonómica de Castilla y León en 1º división. El club posee equipo Infantil, otro Cadete y otro Juvenil; además de un equipo Senior (todos masculinos...).

## Campo de juego
Los partidos como local del C.D. Juventud del Círculo se disputan en el Polideportivo del círculo, la instalación cubierta se encuentra en el propio colegio del Círculo Católico de Obreros de Burgos, del cual salió el club. Posee capacidad para 500 espectadores y en él se puede jugar a baloncesto profesional, fútbol sala y baloncesto minibasket y gimnasia. 